# José Alcino Bicalho
José Alcino Bicalho (Santa Rita do Glória, atual Miradouro, 9 de junho de 1920 - Muriaé, 26 de julho de 2016) foi um bibliófilo, poeta, cônsul honorário do Marrocos e político brasileiro.
Foi eleito deputado estadual na Assembleia Legislativa de Minas Gerais para a 2ª Legislatura (1951 - 1955), pelo PTN. Foi substituído por Sílvio Romeu César de Araújo no período de 26/3 a 13/6/1952.

Cursou o primário em Miradouro, na escola dirigida por D. Mathilde Guedes de Moraes. Buscando um futuro melhor para o filho, seus pais enviaram José Alcino à cidade de Cataguases, onde cursou o primeiro ano em 1932. Devido a questões pessoais, o garoto foi trazido para terminar os estudos em Muriaé. Após o colegial, ele foi morar no Rio de Janeiro, onde se forma em farmácia, voltando a residir em Miradouro na década de 50 e assumindo a farmácia herdada do pai. Ao voltar a Miradouro, consolida sua amizade com o Padre Alfredo Kobal e por meio desse conhece um dos amigos e também padrinho de casamento com D. Zezé, Juscelino Kubitschek, ou simplesmente J.K., futuro presidente da república e responsável pela construção de Brasília.
Casado na igreja da Candelária, no Rio de Janeiro, teve como seus padrinhos o presidente do Brasil, Juscelino Kubistchek e sua esposa Sara. Logo após residiu por dois anos em Paris onde exercia a função diplomática de diretor do Escritório Comercial do Brasil.
Assessor e amigo de Juscelino Kubitschek, e amante dos livros, colecionador desprendido, colocou seu precioso acervo de obras raras à disposição do público por meio da Biblioteca Pública Estadual Luiz de Bessa, em Belo Horizonte. O livro mais raro da biblioteca é o “Incunábulo”, publicado na Alemanha em 1493, um livro de acesso restrito e que também faz parte da coleção “José Alcino Bicalho”, composta por 320 obras das mais diversas áreas do conhecimento, como a coleção completa dos livros do poeta Victor Hugo e uma enciclopédia publicada na França, no século XVIII, entre tantos outros. Só há dois exemplares no Brasil do “Incunábulo”: o doado por José Alcino à biblioteca de BH e o da Biblioteca Nacional. Como não podia deixar de ser, José Alcino Bicalho ingressou na vida política. E a política estava no sangue, já que era neto de Theodoro Pereira do Vale, ex vereador e prefeito de Miradouro. Aos 28 anos se torna o primeiro prefeito eleito de Miradouro e o mais novo de Minas Gerais. Em 1950, com o apoio de J.K. é eleito deputado estadual. José Alcino Bicalho foi responsável pelo projeto que criou a comarca da cidade de Miradouro, além dos municípios de Vieiras, Faria Lemos e Patrocínio do Muriaé. Além da vitoriosa carreira política, José Alcino também se dedicou à literatura, fazia parte da Academia Muriaeense de Letras, e em 1992 lançou em Muriaé o livro “Poesia a Destempo”.
José Alcino Bicalho, que estava residindo em Muriaé, faleceu no dia 26 de julho de 2016, aos 96 anos, na Casa de Saúde Santa Lúcia, onde estava internado. Ele foi casado com Dona Maria José, com quem teve quatro filhas: Ana Lúcia, Sílvia Helena, Márcia e Isabela. 